# アル・マヤディーン
アル・マヤディーン（アラビア語: الميادين、英語: Al Mayadeen）は、レバノンに拠点を置く衛星テレビ放送である。汎アラブ主義の放送局として、パレスチナ問題を主に報道している。アル・マヤディーンは「公共広場」と訳される。

## 概要
アルジャジーラに勤めていた記者がアラブの春に関する同局の報道について偏向していると感じたため、新たに立ち上げたのがアル・マヤディーンである。
資金提供は不透明だが、イラン政府やバッシャール・アル＝アサドの従兄弟が関与しているとの報道がある。一方、アル・マヤディーンに定期的に出演しているジョージ・ギャロウェイはアサドとのつながりを否定している。
2023年11月、イスラエル政府は同国におけるアル・マヤディーンの放送を禁止した。

## 番組
- A Free Word - ジョージ・ギャロウェイが司会を務める[1]。

## 政治的傾向
放送初期からシリアのアサド政権を支持しているとされる。
2022年ロシアのウクライナ侵攻では、ロシア側に立っている。同じ反西側諸国の立場から、RTをはじめとする権威主義国家の国際放送と共同で番組を制作することもある。
アル・マヤディーンはウクライナ政府を「ナチス政権」と呼び、証拠によって裏付けられていないウクライナの生物兵器陰謀論を事実として報じた。
パレスチナ問題ではパレスチナ側に立ち、ハマースやヒズボラのプロパガンダを放送しているとイスラエル政府から評されている。